# Культурно-историческая психология
Культурно-историческая психология ― одно из главных направлений в российской психологии, заложенное Л. С. Выготским и получившее развитие в мировой психологии.
Культурно-историческая психология имеет два существенно отличающихся друг от друга направления. Первое — это марксистское направление в психологических исследованиях, заложенное Львом Выготским в конце 1920-х годов, и, в результате массированной и систематической фальсификации и искажения научного наследия этого научного деятеля, зачастую в существенно искаженном виде развиваемое его самопровозглашенными учениками и последователями как в России, так и во всём мире. И второе — созданное на основе исследований деятельности и возрастного развития человека, которое сформировалось на протяжении ряда десятилетий советской и пост-советской поры. Тем не менее, первый академический учебник по культурно-исторической психологии, The Cambridge Handbook of Cultural-Historical Psychology, вышел лишь в 2014 году в издательстве Кембриджского университета.
Несмотря на то, что обозначение «культурно-историческая теория» (или «культурно-историческая школа») никогда не встречалось в текстах самого Выготского, а было введено в обращение в критических работах 1930-х годов с обвинительной и разоблачительной целью, это название впоследствии прижилось и среди ряда научных деятелей, позиционировавших себя последователями Выготского, и получило распространение в первую очередь в их публикациях. Дальнейшее распространение в странах Северной Америки и Западной Европы выражение «культурно-историческая теория» получило в контексте деятельностного подхода под названием: «культурно-историческая теория деятельности» (cultural-historical activity theory, CHAT), ближайшим аналогом которой в русскоязычной традиции является выражение «школа Выготского-Леонтьева-Лурии», однако допущение о существовании такого научного направления подвергается значительной критике в целом ряде публикаций. Серия исследований последних десятилетий указывает на многочисленные проблемы также и в западной «выготскианской» традиции.
Представители «культурно-исторической психологии» постулируют принципиально неадаптивный, целенаправленный и социальный характер и механизмы развития психологических процессов.
Декларируя изучение сознания (и его онтогенетического развития) человека основной проблемой психологического исследования, культурно-историческая психология, по оригинальному замыслу Выготского, изучает роль опосредования (опосредствование, mediation) и культурных медиаторов, таких как знак и слово, в развитии высших психологических функций человека, личности в её «вершинных» (Выготский) проявлениях. По положению дел на начало XXI века, оригинальный замысел Выготского так и не был реализован, а интегративная «вершинная психология» человека в его социо-биологическом развитии так и не была построена.